# Кампосанто
Кампоса̀нто (на италиански: Camposanto, на местен диалект Campsènt, Кампъсент) е малко градче и община в Северна Италия, провинция Модена, регион Емилия-Романя. Разположено е на 21 m надморска височина. Населението на общината е 3229 души (към 2012 г.).
През пролетта 2012 г. много сгради са повредени от силни земетресения.